# Петерсон, Морис
Морис Драммонд Петерсон (англ. Maurice Drummond Peterson; 10.03.1889 — 15.03.1952, Беркшир, Англия) — дипломат Великобритании.
Рыцарь Великого Креста ордена Святого Михаила и Святого Георгия (1947, рыцарь-командор 1938, кавалер 1933).

## Биография
Учился в колледже Магдалины (Magdalen) Оксфорда.
На работе в Форин-офис с 1913 года.
В 1938 году посол Великобритании в Ираке.
В 1939—1940 годах Чрезвычайный и Полномочный посол Великобритании в Испании.
В 1942 году заместитель министра иностранных дел Великобритании.
В 1944—1946 годах посол Великобритании в Турции.
В 1946—1949 годах Чрезвычайный и Полномочный посланник Великобритании в СССР.
В отставке с 1949 года, входил в состав руководства английского банка Midland.
Был женат с 1947 года на Элеоноре Ангел (Eleanor Angel, 1903—1952).